# 우오나시촌
우오나시촌(魚成村)은 에히메현 히가시우와군에 설치된 촌이다. 